# Walschleben
Walschleben est une commune allemande de Thuringe, située dans l'arrondissement de Sömmerda.
Walschleben fait partie de la communauté d'administration de Gera-Aue dont le siège se situe à Gebesee.